# Scary Go Round
Scary Go Round ist ein Webcomic des englischen Künstlers John Allison, das vom Leben einer Reihe junger Menschen in der fiktiven englischen Stadt Tackleford handelt. Zur Szenerie des Comics gehören typische Begebenheiten und Wesen des Horror-Genres, so beispielsweise Paralleluniversen, Zeitreisen, Zombies, Geister und der Teufel selbst. Im Mittelpunkt der Geschichte stehen allerdings die zwischenmenschlichen Beziehungen der Protagonisten, die in humorvoller Art dargestellt werden und eine fortlaufende Handlung bilden. Das Comic besteht seit dem Jahr 2002, wurde seitdem mehrfach in der Presse rezensiert und hat verschiedene Preise erhalten.

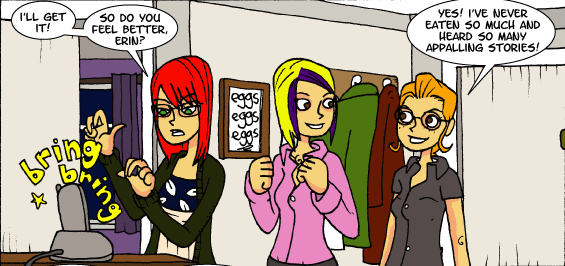
Comic Scary Go Round

## Geschichte
Scary Go Round erschien von Juni 2002 bis September 2009 und ist Nachfolger des Webcomics Bobbins, das vom selben Zeichner stammt. Es entstand zunächst vollständig am Computer mit Hilfe des Adobe Illustrator, wird aber inzwischen mittels Stift auf Papier gezeichnet und am Computer koloriert und gelettert. Seit September 2009 wiederum erscheint der Webcomic Bad Machinery, der einige Charaktere von Scary Go Round aufgreift.

## Rezensionen und Preise
In einer Rezension des Webcomic Examiner wird die eigenwillige Atmosphäre des Comics als „schwer zu beschreiben“ (“hard to describe”) und die Dialoge als „hyper-ironisch mit falscher Naivität“ (“hyper-ironic faux naive”) bezeichnet. Die soziale Interaktion der Charaktere wird mit der einer Sitcom verglichen, während die übernatürlichen Begebenheiten zwar wesentlich seien, aber nie wirklich bedrohlichen Charakter hätten. Der Stil habe inzwischen einige Nachahmer gefunden.
Die Sunday Times bezeichnete Scary Go Round als „postmodernen britischen Horror“ (“postmodern Brit horror”) und als „raffiniert und flott gezeichnet“ (“subtle and stylishly drawn”).
Das Comic hat seit seiner Entstehung verschiedene Ehrungen erfahren. Unter anderem wurde es unter die besten Webcomics 2004 des Webcomic Examiner aufgenommen und gewann mehrere Web Cartoonist's Choice Awards (2003 und 2005).

## Sonstiges
Der Titel des Comics ist ein Wortspiel mit dem englischen Ausdruck „merry-go-round“ (dt. Karussell), in dem das Wort „merry“ (froh, heiter) durch „scary“ (gruselig, furchterregend) ersetzt ist.